# Togylet (Kyrkhults socken, Blekinge, 625046-142284)
Togylet är en sjö i Olofströms kommun i Blekinge och ingår i Skräbeåns huvudavrinningsområde.